# Кеннеді (Алабама)
Кеннеді (англ. Kennedy) — місто (англ. town) в США, в окрузі Ламар штату Алабама. Населення — 435 осіб (2020).

## Географія
Кеннеді розташоване за координатами 33°34′51″ пн. ш. 87°59′10″ зх. д. / 33.58083° пн. ш. 87.98611° зх. д. (33.580891, -87.986179).  За даними Бюро перепису населення США в 2010 році місто мало площу 7,95 км², уся площа — суходіл.

## Демографія
Згідно з переписом 2010 року, у місті мешкало 447 осіб у 197 домогосподарствах у складі 123 родин. Густота населення становила 56 осіб/км².  Було 238 помешкань (30/км²).
Расовий склад населення:
| - 83,4 % — білих - 14,3 % — чорних або афроамериканців - 0,2 % — азіатів |

До двох чи більше рас належало 1,8 %. Частка іспаномовних становила 0,9 % від усіх жителів.
За віковим діапазоном населення розподілялося таким чином: 20,8 % — особи молодші 18 років, 55,3 % — особи у віці 18—64 років, 23,9 % — особи у віці 65 років та старші. Медіана віку мешканця становила 44,9 року. На 100 осіб жіночої статі у місті припадало 84,0 чоловіків;  на 100 жінок у віці від 18 років та старших — 85,3 чоловіків також старших 18 років.
Середній дохід на одне домашнє господарство  становив 45 729 доларів США (медіана — 35 054), а середній дохід на одну сім'ю — 55 355 доларів (медіана — 40 417). Медіана доходів становила 42 321 долар для чоловіків та 23 125 доларів для жінок. За межею бідності перебувало 10,9 % осіб, у тому числі 33,3 % дітей у віці до 18 років та 13,3 % осіб у віці 65 років та старших.
Цивільне працевлаштоване населення становило 158 осіб. Основні галузі зайнятості: виробництво — 36,7 %, освіта, охорона здоров'я та соціальна допомога — 17,7 %, роздрібна торгівля — 15,8 %.